# Rally Ciudad de Pozoblanco de 2021
El Rally Ciudad de Pozoblanco de 2021, fue la octava edición y la décima ronda de la temporada 2021 del Súper Campeonato de España de Rally. Se celebró del 22 al 23 de octubre y contó con un itinerario de diez tramos que sumaban un total de 104,34 km cronometrados. Fue también puntuable para los campeonatos de Andalucía y de Murcía de tierra, la Copa de España de tierra, la Beca Júnior R2 y la Copa Kobe Motor.
Con el título del Súper campeonato decidido en favor de José Antonio Suárez que además no acudió a la cita de Pozoblanco, Jan Solans se impuso en la prueba sumando su segunda victoria particular en el certamen mixto. Iván Ares fue segundo a casi medio minuto de Solans y José Luis Peláez tercero. Surhayen Pernía fue cuarto que se vio perjudicado tras sufrir un pinchazo.

## Itinerario
| Día   | Tramo | Nombre            | Distancia | Hora  | Ganador    | Tiempo | Líder      |
| ----- | ----- | ----------------- | --------- | ----- | ---------- | ------ | ---------- |
| Día 1 | TC1   | El Guijo          | 9.70 km   | 08:38 | Iván Ares  | 6:52.8 | Iván Ares  |
| Día 1 | TC2   | El Viso           | 8.15 km   | 09:21 | Jan Solans | 4:35.4 | Jan Solans |
| Día 1 | TC3   | El Guijo          | 9.70 km   | 11:11 | Iván Ares  | 6:17.4 | Jan Solans |
| Día 1 | TC4   | El Viso (TC+)     | 8.15 km   | 11:54 | Jan Solans | 4:26.0 | Jan Solans |
| Día 1 | TC5   | Virgen de Luna    | 15.00 km  | 13:59 | Jan Solans | 9:40.6 | Jan Solans |
| Día 1 | TC6   | Añora-Alcaracejos | 15.32 km  | 14:44 | Jan Solans | 8:44.2 | Jan Solans |
| Día 1 | TC7   | Pozoblanco        | 4.00 km   | 15:19 | Jan Solans | 2:33.0 | Jan Solans |
| Día 1 | TC8   | Virgen de Luna    | 15.00 km  | 16:40 | Jan Solans | 9:24.4 | Jan Solans |
| Día 1 | TC9   | Añora-Alcaracejos | 15.32 km  | 17:25 | Iván Ares  | 8:32.1 | Jan Solans |
| Día 1 | TC10  | Pozoblanco        | 4.00 km   | 18:00 | Jan Solans | 2:31.3 | Jan Solans |

## Clasificación final
| Pos. | Piloto            | Copiloto           | Automóvil              | Tiempo    | Diferencia |
| ---- | ----------------- | ------------------ | ---------------------- | --------- | ---------- |
| 1.   | Jan Solans        | Rodrigo Sanjuan    | Citroën C3 Rally2      | 1:03:44.7 | 0.0        |
| 2.   | Iván Ares         | David Vázquez      | Hyundai i20 R5         | 1:04:13.5 | +28.8      |
| 3.   | José Luis Peláez  | Rodolfo del Barrio | Škoda Fabia Rally2 evo | 1:06:14.9 | +2:30.2    |
| 4.   | Surhayen Pernía   | Alba Sánchez       | Hyundai i20 R5         | 1:07:02.9 | +3:18.2    |
| 5.   | Oriol Gómez       | José Murado        | Citroën C3 N5          | 1:08:16.3 | +4:31.6    |
| 6.   | Eduard Pons       | Alberto Chamorro   | Škoda Fabia Rally2 evo | 1:08:21.7 | +4:37.0    |
| 7.   | Ricardo Triviño   | Vicente Salom      | Škoda Fabia Rally2 evo | 1:09:13.4 | +5:28.7    |
| 8.   | Iago Gabeiras     | Brais Mirón        | Peugeot 208 Rally4     | 1:09:27.6 | +5:42.9    |
| 9.   | Juan Pablo Castro | Juan José Leal     | Škoda Fabia R5         | 1:09:32.5 | +5:47.8    |
| 10.  | Óscar Palomo      | Javier Martínez    | Peugeot 208 Rally4     | 1:09:43.6 | +5:58.9    |